# Agnostopelma tota
Agnostopelma tota là một loài nhện trong họ Theraphosidae.
Loài này thuộc chi Agnostopelma. Agnostopelma tota được Pérez-Miles en Weinmann miêu tả năm 2010.